# Sideroxylon marginatum
Sideroxylon marginatum là một loài thực vật có hoa trong họ Hồng xiêm. Loài này được (Decne. ex Webb) Cout. miêu tả khoa học đầu tiên năm 1915.